# Humberto Núñez
Humberto de la Cruz Núñez Cubillas (Asunción, Paraguay, 3 de mayo de 1945 - Dehesa de Campoamor, Orihuela, provincia de Alicante, España, 23 de julio de 2004) fue un futbolista y  técnico hispano-paraguayo. Jugó de guardameta, casi toda su trayectoria en el Hércules CF, donde fue un jugador de referencia y técnico de la casa. Falleció mientras dormía en la habitación del hotel de concentración donde el Hércules se hospedaba en la pretemporada de 2004.

## Trayectoria
Humberto, conocido como El Nene, recaló en el club alicantino en 1969 recomendado por Ricardo González y Genaro Grande, futbolistas paraguayos que militaron en el Elche CF. Antes de llegar a España, Nuñez jugó en los equipos de Club River Plate, Olimpia de Asunción y Sol de América.
Defendió la meta herculana durante diez años, uno de ellos cedido al CD Málaga y vivió los ascensos de Tercera a Segunda (temporada 1969/70) y de Segunda a Primera División (temporada 1973-74), este último con Arsenio Iglesias como entrenador. Debutó en Primera División, en un Athletic-Hércules (2-2) el 6 de octubre de 1974.
Tras su retirada como futbolista, emprendió diferentes labores como técnico del Hércules CF. Realizó tareas en las categorías inferiores, secretaría técnica, segundo entrenador del primer equipo, y se dedicó principalmente a los entrenamientos de los porteros del primer equipo. En varias ocasiones fue entrenador del primer equipo de manera interina.

### Interino en el banquillo del Hércules
Humberto, realizó a la perfección las labores de "técnico de la casa". Tras la destitución de un entrenador, ahí estaba Humberto para llevar las riendas del equipo durante uno o varios partidos hasta que llegaba un nuevo técnico.
- En la temporada 1994/95, con el equipo en Segunda División, sustituyó a Felipe Mesones, de quien era ayudante, en espera de que Manolo Jiménez se hiciera cargo definitivamente de la plantilla. Dirigió al equipo en las jornadas 16 (victoria ante al Athletic B por 1-0) y 17.
- Humberto con la ayuda de Charles, dirigió interinamente al Hércules del destituido Ivan Brzić en el partido Hércules-Zaragoza (1-1) disputado el 10 de noviembre de 1996. Brzić fue despedido el 7 de noviembre, después de que el equipo alicantino cayera derrotado (1-0) ante el Levante un día antes en partido de ida de la segunda ronda de la Copa del Rey. En ese momento, el Hércules ocupaba la última posición en la clasificación de Primera, con solo una victoria y un empate en once jornadas.
- Dirigió al Hércules en la jornada 9 de la temporada 1997/98 tras la destitución de Quique Hernández. En la jornada siguiente David Vidal se hizo cargo del equipo.
- En la temporada 1998/99 sustituyó a Sergio Egea tras la octava jornada. En el partido que estuvo al frente del Hércules CF el conjunto alicantino perdió por 1-0.

### Fallecimiento
Humberto falleció el 23 de julio de 2004. Sufrió un infarto mientras dormía la siesta en su habitación, de un hotel situado en Dehesa de Campoamor (Orihuela), donde el Hércules realizaba la pretemporada.

## Selección nacional
Fue internacional absoluto con la Selección de fútbol de Paraguay. Disputó el Campeonato Sudamericano 1967, donde jugó 4 encuentros del torneo.

## Clubes

### Como jugador
| Club                           | País     | Año       |
| ------------------------------ | -------- | --------- |
| Club River Plate               | Paraguay | 1957-1965 |
| Club Rubio Ñu                  | Paraguay | 1965-1966 |
| Club Sol de América (Asunción) | Paraguay | 1966-1967 |
| Club Olimpia                   | Paraguay | 1967-1969 |
| Hércules CF                    | España   | 1969-1975 |
| CD Málaga                      | España   | 1975-1976 |
| Hércules CF                    | España   | 1976-1978 |

## Reconocimientos
- Existe una peña de aficionados del Hércules CF con el nombre El Nene, en honor al exfutbolista.
- El futbolista Rubén Martínez, guardameta del Hércules en la temporada 2004/05, fue uno de los más afectados tras la muerte de Humberto. Tras el partido que jugó el Hércules contra el Alcalá, en el que el club herculano consiguió el ascenso a Segunda, Rubén abandonó el Estadio José Rico Pérez de rodillas, tal y como hizo años atrás humberto en el Estadio El Sadar tras conseguir el ascenso el Hércules.
- Desde 2006 se disputa el Trofeo Humberto Núñez, un trofeo de fútbol de veteranos, organizado por la Asociación Herculanos.[5]